# Antiga creu de terme entre Ainet de Besan i Alins 1
L'Antiga creu de terme entre Ainet de Besan i Alins 1 és una creu de terme medieval de la vila d'Alins, a la comarca del Pallars Sobirà. És al sector oriental de la vila, en el nucli de la Força d'Alins, al carrer de la Unió. És una de les creus de terme més notables de tot el país. És romànica, de llicorella. Fa 60 centímetres d'amplària, i té esculpides a les dues cares figures de relleu que representen la Sagrada Família i la Crucifixió. És una obra inclosa a l'Inventari del Patrimoni Arquitectònic de Catalunya.

## Descripció
Creu de pedra llicorella, inscrita dins d'un cercle. Amida uns 60cm de circumferència. Presenta les dues cares esculpides. A l'anvers, en alt relleu, apareix al centre la figura de Crist crucificat per tres claus, amb el cap decantat sobre l'espatlla dreta i vestit amb un faldellí. En una cartela col·locada en la part superior de la creu es llegeixen les lletres: INRI, i a costat i costat apareixen dues mans, les mans de Déu Pare amb actitud de beneir. Sota els braços de la creu hi ha els dos lladres, penjats per sota les aixelles a uns travessers i voltats per tota una sèrie d'objectes i instruments, al costat dret, feixes i una espècie de branca i una llança, i a l'esquerra, també una llança, unes tenalles, un martell i altres útils, simbolitzant potser les principals activitats de la vall, la ramaderia i la força, no obstant la lectura simbòlica dels mateixos podien al·ludir a la mateixa passió de Crist. En el revers apareix una Sagrada Família, la Verge en el centre amb un vestit acampanat fins als peus, qui sostén a l'Infant en braços a la seva esquerra i a la dreta Sant Josep, representant d'una mida menor que Maria, vestit amb una túnica fins mitja cama i amb una vara a la mà esquerra. La creu estava situada al peu de l'antic camí de ferradura, en límit dels dos termes. En construir-se la carretera fou traslladada al seu actual emplaçament.